# Kanton Hurigny
 Hurigny is een kanton van het Franse departement Saône-et-Loire. Het kanton maakt deel uit van het arrondissement  Mâcon.  

Het telt 22.554 inwoners in 2018.

Het kanton werd gevormd ingevolge het decreet van 18  februari 2014 met uitwerking op 22 maart 2015.

## Gemeenten
Het kanton Hurigny omvat volgende 28 gemeenten :
- Azé
- Berzé-la-Ville
- Bissy-la-Mâconnaise
- Burgy
- Bussières
- Charbonnières
- Chevagny-les-Chevrières
- Clessé
- Cruzille
- Fleurville
- Hurigny
- Igé
- Laizé
- Lugny
- Milly-Lamartine
- Montbellet
- Péronne
- Prissé
- La Roche-Vineuse
- Saint-Albain
- Saint-Gengoux-de-Scissé
- Saint-Martin-Belle-Roche
- Saint-Maurice-de-Satonnay
- La Salle
- Senozan
- Sologny
- Verzé
- Viré